# 大石大二郎
大石大二郎（Ohishi Daijirou，1958年10月20日—），日本棒球選手、教練，出生於靜岡縣靜岡市，曾經效力於日本職棒近鐵野牛隊，於1997年退休，生涯通算148支全壘打，415次成功盗壘。